# Dvojalbum

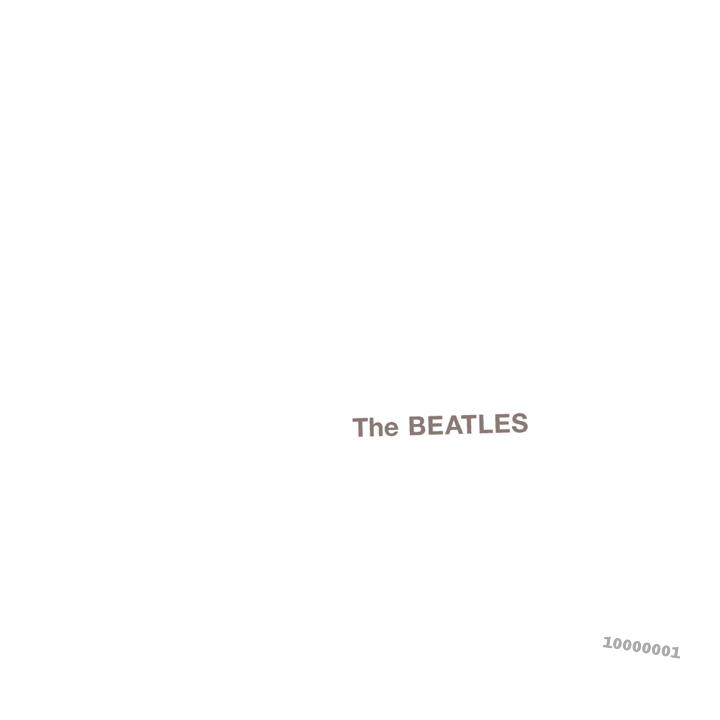
Dvojalbum skupiny Beatles z roku 1968, podle obalu často nazývané The White Album: jde o deváté album skupiny a je jediným řadovým dvojalbem Beatles.

Dvojalbum (z anglického Double album) je hudební album obsahující dva disky. Za první dvojalbum je označována nahrávka Benny Goodmana Live at Carnegie Hall, vydaná u Columbia Records v roce 1950. Za první rockové dvojalbum je označováno Blonde on Blonde (1966) od Boba Dylana, v přibližně stejnou dobu vyšlo také dvojalbum Freak Out! od The Mothers of Invention.
Mezi řadovými studiovými alby se jedná o vzácnost, běžně takto vycházely spíše koncertní záznamy (pro něž byla maximální kapacita vinylových desek okolo 50 minut příliš krátká) nebo kompilace. Kompaktní disky později umožnily nahrát na jediný nosič až 80 minut hudby, což také umožnilo vydávat reedice starých vinylových alb s řadou „bonusů“ (přidaných skladeb).
Výjimečně se vyskytují alba složená z ještě více disků (trojalbum, čtyřalbum), většinou se jedná o kompilace nebo antologie.

## Příklady
- The Beatles – The Beatles (1968)
- Ummagumma – Pink Floyd (1969) – obsahuje koncertní a studiový disk
- On the Double – Golden Earring (1969)
- Hooker 'n Heat – Canned Heat & John Lee Hooker (1971)
- Exile on Main St. – The Rolling Stones (1972)
- 1969: The Velvet Underground Live – The Velvet Underground (1974) – koncertní dvojalbum
- The Wall – Pink Floyd (1979)
- London Calling – The Clash (1979)
- Animal Serenade – Lou Reed (2004) – koncertní dvojalbum
- In Your Honor – Foo Fighters (2005)
- Stadium Arcadium – Red Hot Chili Peppers (2006)
- The Book of Souls – Iron Maiden (2015)
- The Tortured Poets Department the anthology -taylor swift (2024)